# Naoji Ito
Naoji Ito, född 1 juli 1959 i Mie prefektur, Japan, är en japansk tidigare fotbollsspelare.